# پائولو والری
پائولو والری (ایتالیایی: Paolo Valeri؛ زادهٔ ۱۶ مهٔ ۱۹۷۸) داور اهل ایتالیا است. وی از ۱ ژانویه ۲۰۱۱ از سوی فیفا به عنوان داور بین‌المللی شناخته شد.